# Condado de Hartford
O Condado de Hartford (em inglês:  Hartford County) é um dos 8 condados do estado americano de Connecticut. Como todos os condados do estado, o Condado de Hartford não possui função administrativa, nem uma sede de condado. Sua maior cidade é Hartford. Foi fundado em 1666.
O condado possui uma área de 1 944 km², dos quais 1 904 km² estão cobertos por terra e 40 km² por água, uma população de 894 014 habitantes, e uma densidade populacional de 469,6 hab/km² (segundo o censo nacional de 2010). É o segundo condado mais populoso de Connecticut.
O Aeroporto Internacional Bradley (BDL) é o principal aeroporto do condado.